# Ferdinand von Schutzbar

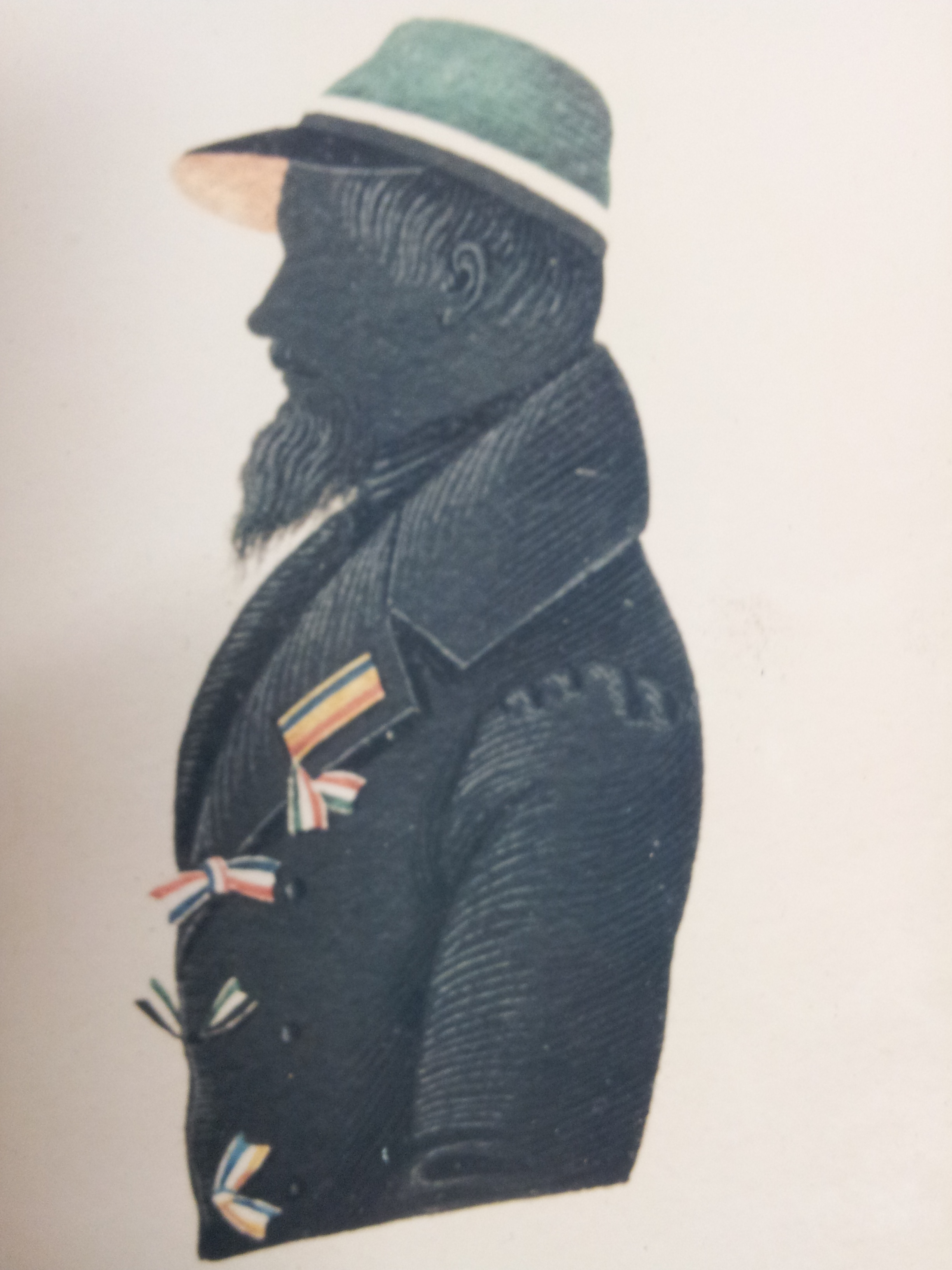
Schutzbar als Student und Angehöriger des Corps Guestphalia Marburg

Ferdinand von Schutzbar genannt Milchling (* 28. Februar 1813 in Karlshafen; † 6. Januar 1891 in Hannoversch Münden) war ein deutscher Jurist, Rittergutsbesitzer und Parlamentarier.

## Leben

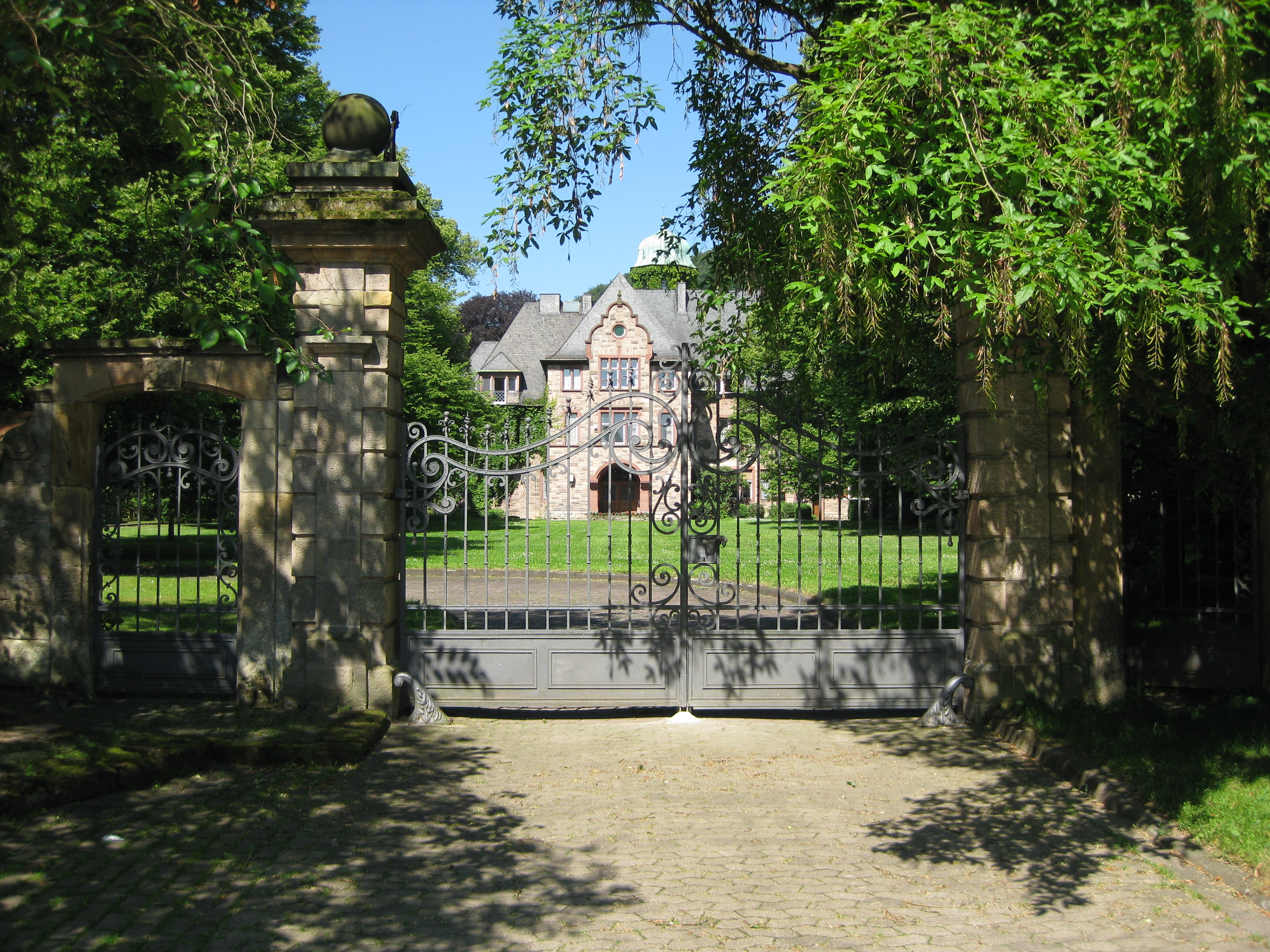
Gutshaus Hohenhaus (1901)

Ferdinand von Schutzbar studierte an der Philipps-Universität Marburg, der Ruprecht-Karls-Universität Heidelberg, der Georg-August-Universität Göttingen und zuletzt wieder in Marburg Rechtswissenschaften. 1831 wurde er Mitglied des Corps Teutonia Marburg. 1832 schloss er sich dem Corps Hassia Marburg an. 1833 wurde er beim Corps Hassia Heidelberg aktiv. 1834 trat er beim Corps Guestphalia Göttingen ein. Zuletzt erlangte er das Band des Corps Guestphalia Marburg.
Nach dem Studium schlug er die Richterlaufbahn ein. 1849 war er Obergerichtsassessor in Kassel. Als Obergerichtsrat am Obergericht Cassel gehörte er 1850 zu den wenigen Richtern, die Ludwig Hassenpflugs Handlungen gegen die liberale Entwicklung in Kurhessen als verfassungskonform erklärten. Einige Jahre später, mittlerweile Mitglied des Kurhessischen Landtags, schied er aus dem Richteramt aus und erwarb 1856 das Gut Hohenhaus in Holzhausen bei Herleshausen von der Familie von Buttlar, das er seitdem bewirtschaftete. Sein Sohn, der Rittmeister und Kammerherr Rudolf von Schutzbar, übernahm das Gut nach seinem Tod und ließ das heutige Gutshaus 1901 durch den Berliner Architekten Bodo Ebhardt erbauen, das 1934 in den Besitz einer Hamburger Verlegerfamilie überging und heute ein Relais & Châteaux-Hotel beherbergt.

## Politik
Schutzbar war von 1852 bis 1854 und von 1858 bis 1861 Präsident der Ersten Kammer der Kurhessischen Ständeversammlung in Kassel. In seiner ersten Präsidentschaft, zu der er als Mitglied der Judikative eine Sondergenehmigung benötigte und als Gefolgsmann Hassenpflugs erhielt, war er ein Verfechter der Stärkung der verfassungsmäßigen Rechte der Legislative. 1853 stimmte er zusammen mit Ludwig von Edelsheim erfolglos gegen eine Beschneidung der den Juden seit 1816 eingeräumten bürgerlichen Rechte. Sie unterlagen mit drei anderen Abgeordneten fünf zu zehn in der Abstimmung. Die Einschränkung der Rechte der Juden wurde jedoch von der Zweiten Kammer zurückgewiesen.
Von 1872 bis 1890 war Schutzbar Vorsitzender des Kommunallandtags Kassel und von 1886 bis 1887 des Provinziallandtags der Provinz Hessen-Nassau. Von 1867 bis zu seinem Tod 1891 gehörte er dem Preußischen Herrenhaus an.
Schutzbar war Angehöriger der Althessischen Ritterschaft und einer der drei Obervorsteher des Ritterschaftlichen Stifts Kaufungen.

## Ehrungen
- Preußischer Kronenorden 2. Klasse (1878)
- Die Milchlingstraße in Kassel ist nach ihm benannt.[11]